# Weseke

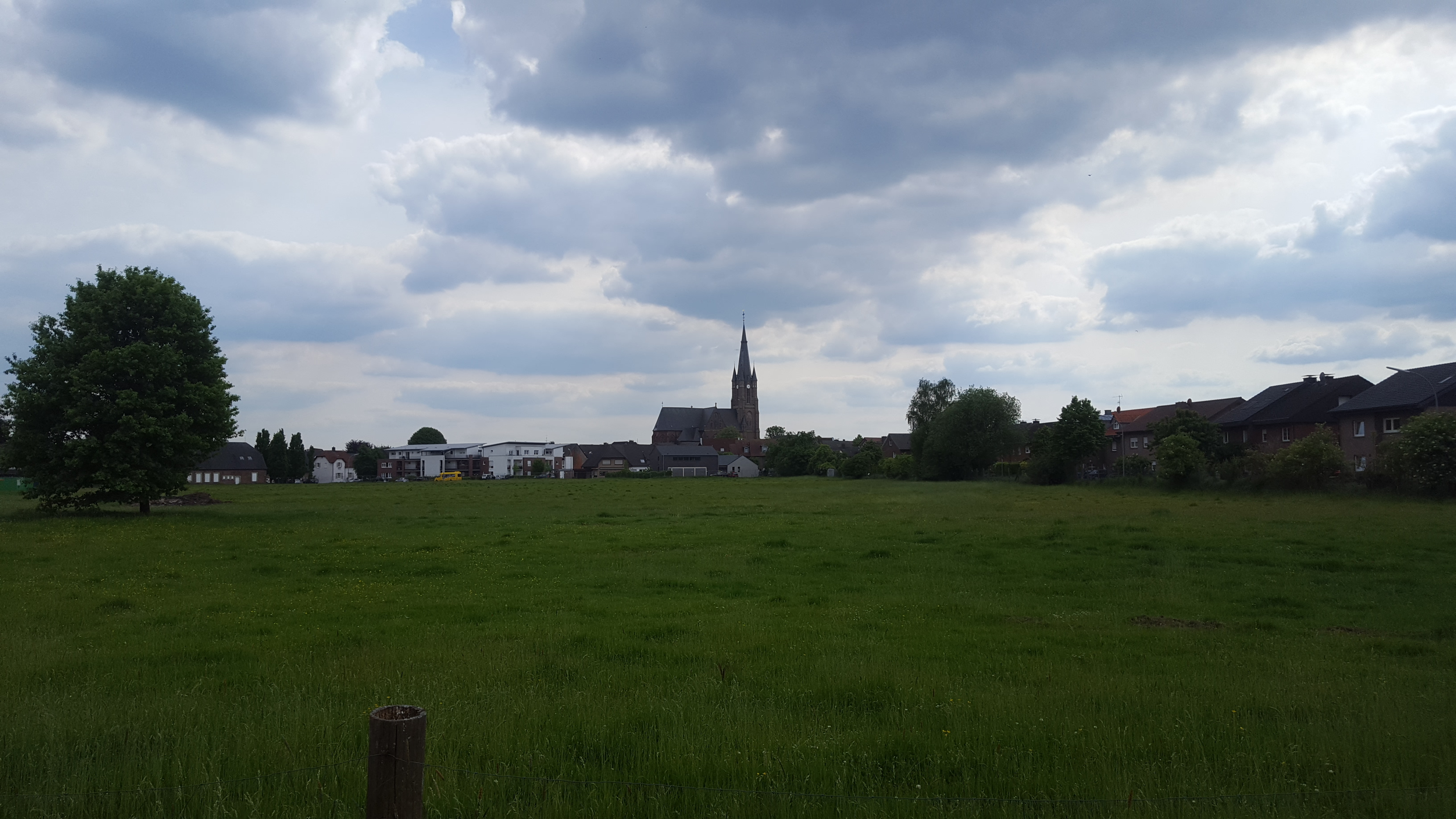
Wesekes Ortskern von Norden aus gesehen (2017)

Weseke ist ein Ort im westlichen Münsterland und Stadtteil von Borken.

## Geographie
Weseke liegt im westlichen Münsterland unmittelbar an der niederländischen Grenze. Die Umgebung wird überwiegend landwirtschaftlich genutzt.

## Geologie
Oberflächennah ist das Gebiet durch die Ablagerungen der jüngeren Eiszeiten (Geschiebelehm, Sande) geprägt. Darunter stehen Gesteine des unteren Jura (Lias) bis zur Oberkreide (Turon) an. Bekannte Untergrundstruktur ist der im westlichen Münsterländer Kreidebecken nachweisbare und hier zu Tage ausstreichende Weseker Sattel.
Im westlichen Ortsgebiet stehen unter geringer quartärer Überdeckung Ölschiefer des Lias an, die sich durch ihren Reichtum an Fossilien und den hohen Bitumengehalt (ca. 6 %) auszeichnen.
In Plänerkalken der Oberkreide (Turon) sind Vorkommen von Asphalt bemerkenswert, der hier Anfang des 19. Jahrhunderts gezielt abgebaut wurde. Die Mergel- und Kalksteine der Oberkreide wurden bis Ende des 19. Jahrhunderts in mehreren kleineren Gruben zur Herstellung von Dünger und Kalkmörtel abgebaut.

## Geschichte

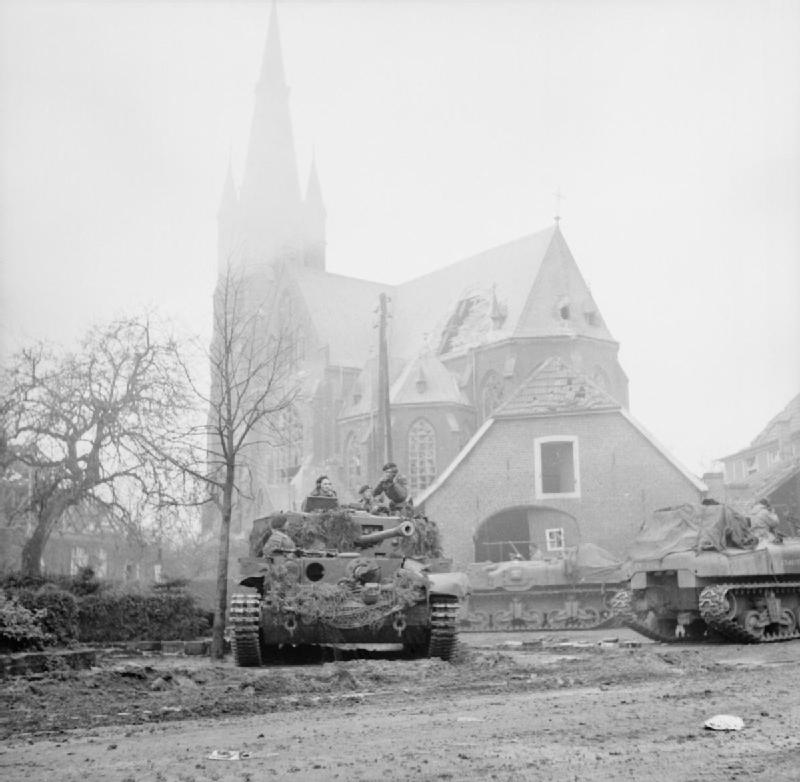
Britische Panzer am 29. März 1945 vor der beschädigten St.-Ludgerus-Kirche.

Durch Lesefunde in der näheren Umgebung des Ortes ist eine Besiedlung seit der jüngeren Steinzeit nachgewiesen. Der Ortsname wird erstmals um 970 in einem Güterverzeichnis des Klosters Werden a. d. Ruhr erwähnt (Uuosiki oder Wuosiki). Der Haupthof in Weseke war 1188 im Besitz des Grafen von Dale. Nach diesem Haupthof nannte sich eine Familie von Weseke, die von 1184 bis 1400 mit verschiedenen Mitgliedern nachweisbar ist.
Schon seit dem 12. Jahrhundert ist von der Existenz einer Kirche (capella) im Ort auszugehen. Ende des 14. Jahrhunderts wurde eine Pfarrkirche errichtet, die 1892 dem heutigen Kirchenbau weichen musste.
Im Zweiten Weltkrieg geriet der Ort gegen Kriegsende in den Fokus vorrückender britischer Truppen. Am 22. März traf ein Luftangriff den Ort, am 28. und 29. März kam es zu Schäden durch Kämpfe zwischen deutschen Truppen und der britischen 7th Armoured Division (Panzer der 5th Royal Inniskilling Dragoon Guards und Infanterie der Durham Light Infantry).
Am 1. Juli 1969 wurde Weseke mit dem Gesetz zur Neugliederung von Gemeinden des Landkreises Borken nach Borken eingemeindet.

## Einwohnerentwicklung
| Jahr | Einwohner |
| ---- | --------- |
| 1498 | 0247      |
| 1662 | 0729      |
| 1723 | 1223      |
| 1822 | 1522      |
| 1861 | 1814      |
| 1937 | 2298      |
| 1961 | 3075      |
| 2009 | 5007      |
| 2010 | 5016      |
| 2011 | 4976      |
| 2012 | 4949      |
| 2014 | 4979      |
| 2017 | 4994      |
| 2019 | 5068      |
| 2021 | 5148      |

## Religion
Die Bevölkerung ist überwiegend römisch-katholisch. Daneben existiert eine kleine evangelische Gemeinde.

## Kultur und Sehenswürdigkeiten

### Bauwerke

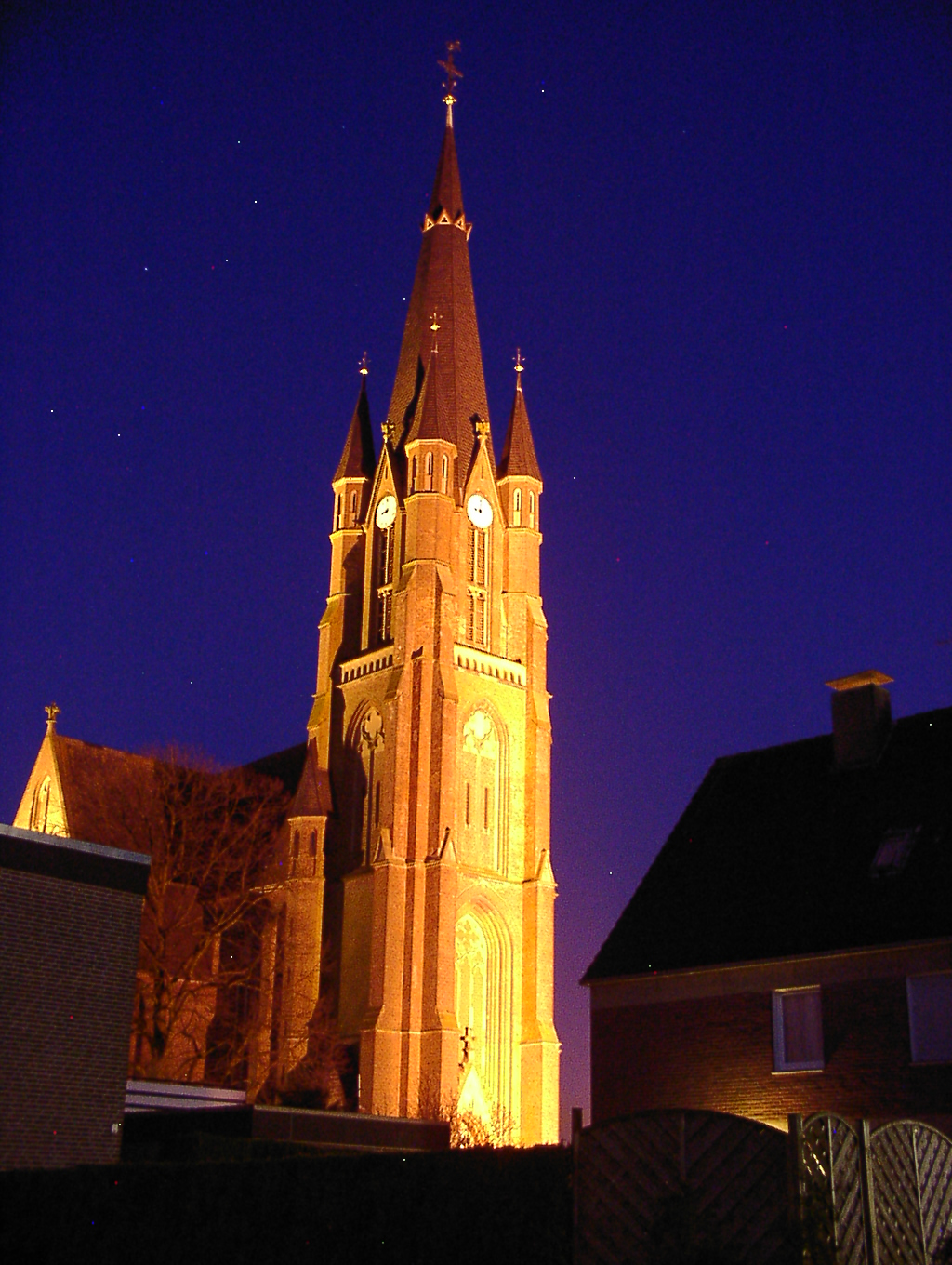
Pfarrkirche St. Ludgerus

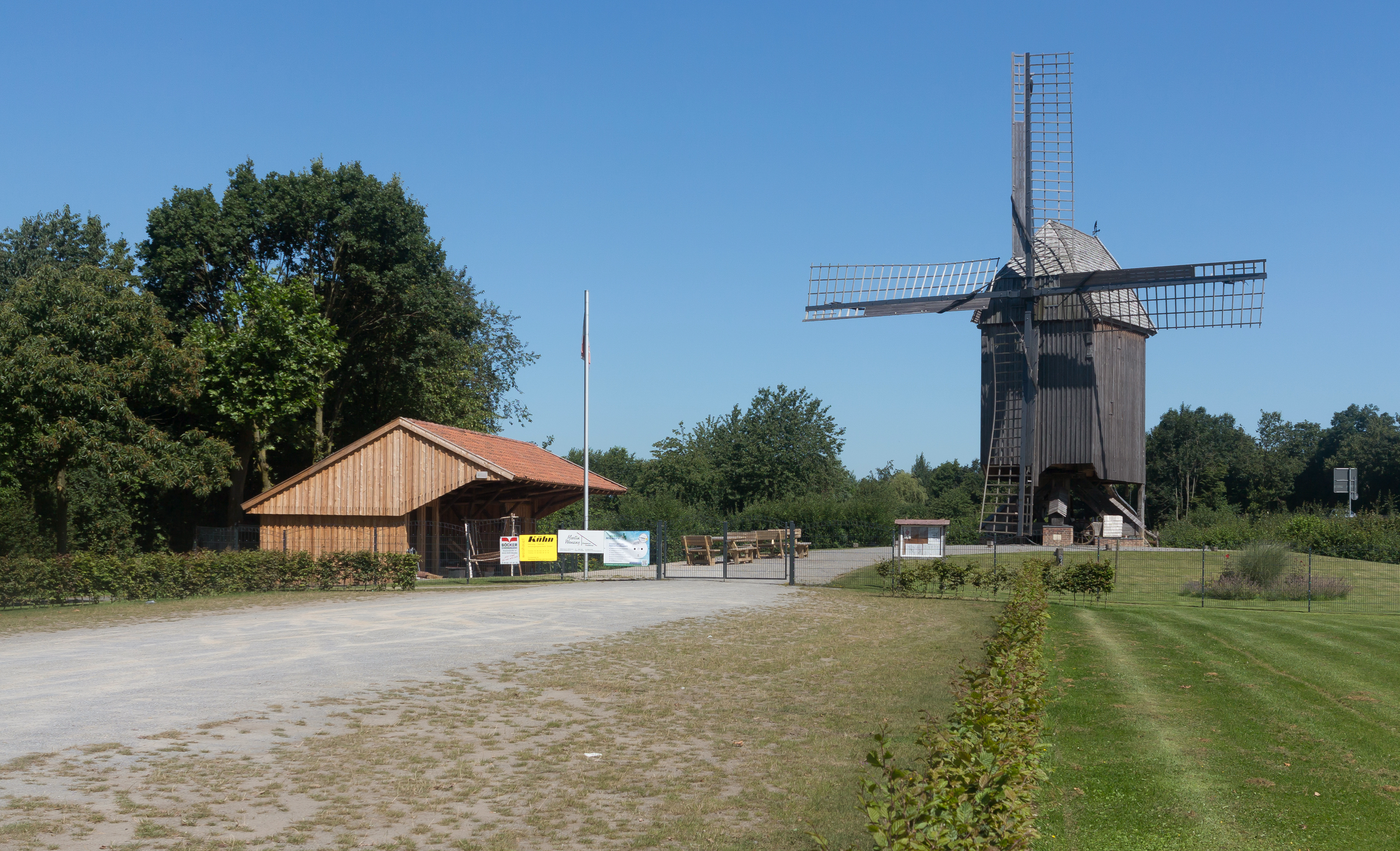
Die Bockwindmühle

Die Weseker Pfarrkirche St. Ludgerus (Bauzeit 1892–1895) mit seinem das Ortsbild dominierenden 75 m hohen Turm ist ein Musterbeispiel für die Neugotik in Westfalen im ausgehenden 19. Jahrhundert. Der Entwurf stammt vom Münsteraner Architekten Hilger Hertel d. J. (1860–1918).
Das Langhaus der Kirche besteht aus zwei schmalen Jochen, die das Querhaus einschließen. Durch die hohen Fenster des Querhauses und die fast vollständige Verglasung von Haupt- und Nebenchören erhält der Kirchenraum seinen hellen und weiten Charakter. Originale, neugotische Verglasungen haben sich nur in den drei Fenstern des nördlichen Nebenchores erhalten. Von der neugotischen Ausstattung sind im Wesentlichen unverändert nur noch der Hochaltar und das Vierungskreuz vorhanden. Die übrigen spätgotischen und barocken Ausstattungsstücke stammen noch aus der alten Kirche.
Im Ort haben sich nur wenige historische Gebäude ohne wesentliche Umbauten erhalten. In einigen Gebäuden ist aber noch das typische Erscheinungsbild des westfälischen Ackerbürgerhauses erhalten geblieben. Der ehemalige Bahnhof am östlichen Ortsrand wurde 1902 an der Strecke der Westfälischen Nordbahn gebaut und ist ein typisches Beispiel für die Bahnhofsgebäude in der Region zu Beginn des 20. Jahrhunderts.
Auf dem Gelände der ehemaligen Bahnstrecke Richtung Borken im Quellengrundpark ist ein kleines Freilichtmuseum mit historischen Gebäuden entstanden. Das Wellenhäuschen am Eingang des Parks ist im Jahre 1900 auf der Holtbachquelle erbaut worden und steht heute als frühes Beispiel einer öffentlichen Wasserversorgung unter Denkmalschutz. Kern des Parks ist das Heimathaus, bei dem es sich um ein 1748 erbautes Bauernhaus handelt. Im gegenüberliegenden historischen Backspeicher (Baujahr 1850) mit einem Holzbackofen wird regelmäßig die Brotherstellung in alter Tradition vorgeführt.
Im Heimathaus sind alte Gerätschaften der Landwirtschaft ausgestellt.

### Parks
Die historischen Gebäude bilden zusammen mit dem geologischen Garten, dem Apothekergarten und einem Kneippschen Tretbecken den Quellengrundpark. Die Gebäude, historische Geräte, Feldbrandmeiler, Rennofen und der „Bargkeller“ zeigen fundiert das „Leben auf dem Lande in alter Zeit“.
- Der Geologische Garten erklärt anhand von Gesteinen, Fossilien und Pflanzen 4,5 Milliarden Jahre Erdgeschichte.
- Der historische Apothekergarten, in Form einer Spirale angelegt, schickt den Besucher auf insgesamt 21 Stationen durch die Geschichte der Pflanzenheilkunde.[3]

## Wirtschaft und Infrastruktur
Traditionell war Weseke von der Landwirtschaft und dem Handwerk geprägt.
Bis in die 1970er Jahre waren zwei Betriebe (Gebr. Schmeing, Gebr. Klöcker) große Hersteller für Webschützen und die wichtigsten Arbeitgeber des Ortes (ca. 600 Beschäftigte 1965). Zudem waren 1965 in drei Schuhfabriken 230 Arbeitnehmer beschäftigt. Mit dem Abwandern der Textilindustrie und der Schuhfertigung nach Asien, sind diese Wirtschaftszweige erheblich geschrumpft.
Heute dominieren Handwerksbetriebe und Mittelständler die gewerbliche Struktur. Größter Arbeitgeber des Ortes ist heute die Börger GmbH (weltweit 380 Mitarbeiter), der auf dem Markt der Pumpenherstellung operiert.

## Verkehr
Unmittelbar am Ortsrand verläuft die Bundesstraße 70/Bundesstraße 525. Bedeutend für die Erschließung des Gebietes ist auch die Bundesautobahn 31. Die Bahnstrecke Borken–Burgsteinfurt wurde 1988 stillgelegt und abgebaut.

### Bus
Es bestehen Busverbindungen entlang der B 70 nach Borken und Stadtlohn. Im Schülerverkehr werden auch weitere Ziele angefahren.
| Linie | Verlauf | Betreiber | Taktung             |
| ----- | --- | --------- | ------------------- |
| R76   | Borken, Bahnhof – Weseke, Ev. Kirche – Südlohn, Am Vereinshaus – Stadtlohn, Busbahnhof – Ahaus, Bahnhof (- R77 Gronau) | RVM       | 60 Minuten          |
| 753   | (Borken, Bahnhof -) Weseke, Schlückersring – Stadtlohn (- Ahaus)                                                       | RVM       | Morgens und Mittags |

### Bahn
Der Personenverkehr auf der normalspurigen Bahnstrecke Borken–Burgsteinfurt („Nordbahn“) wurde durch die Westfälische Landes-Eisenbahn (WLE) betrieben. In Folge der einsetzenden Massenmotorisierung, veränderter verkehrspolitischer Prioritäten und ausgedünnter Fahrpläne wurde der Personenverkehr schließlich vollständig am 27. September 1975 und der Güterverkehr am 31. Januar 1988 eingestellt, gefolgt vom sofortigen und vollständigen Abbau des Gleisstranges. Seit Februar 2021 wird über eine Reaktivierung der Bahnstrecke zum Zweck eines leistungsfähigeren ÖPNV diskutiert.
Das 1902 erbaute und denkmalgeschützte Bahnhofsgebäude beherbergt heute ein Friseur- und Kosmetikstudio.
Der nächste aktive Bahnhof befindet sich in Borken, von wo der Regional-Express RE 14 (Emscher-Münsterland-Express) stündlich in Richtung Dorsten/Essen fährt.

## Sport
Größter Sportverein des Ortes ist der SV Adler Weseke. Neben der Fußballabteilung existiert ein aktives Breitensport-Angebot, das Tennis, Turnen, Laufen, Volleyball, Radsport und Badminton etc. umfasst. Im Ort befindet sich zudem eine kleine Schwimmhalle, die von Vereinen, Schulen und Hobbysportlern genutzt wird.

## Persönlichkeiten
- Georg Büning (1797–1886), deutscher Landwirt und Abgeordneter
- Léonide Massine (1895–1979), Tänzer und Choreograf, lebte von 1963 bis 1979 mit seiner Familie in Weseke und starb in Borken
- Heinrich Oenning (1904–1977), katholischer Geistlicher und im KZ Dachau inhaftiert
- Peter Massine (* 1964), Eventmanager, Gründer der Pferde-Gala Apassionata
- Marcus Ehning (* 1974), international erfolgreicher deutscher Springreiter